# Dornginster
Die Dornginster (Calicotome) sind eine Pflanzengattung in der Unterfamilie der Schmetterlingsblütler (Faboideae) innerhalb der Familie der Hülsenfrüchtler (Fabaceae).

## Beschreibung

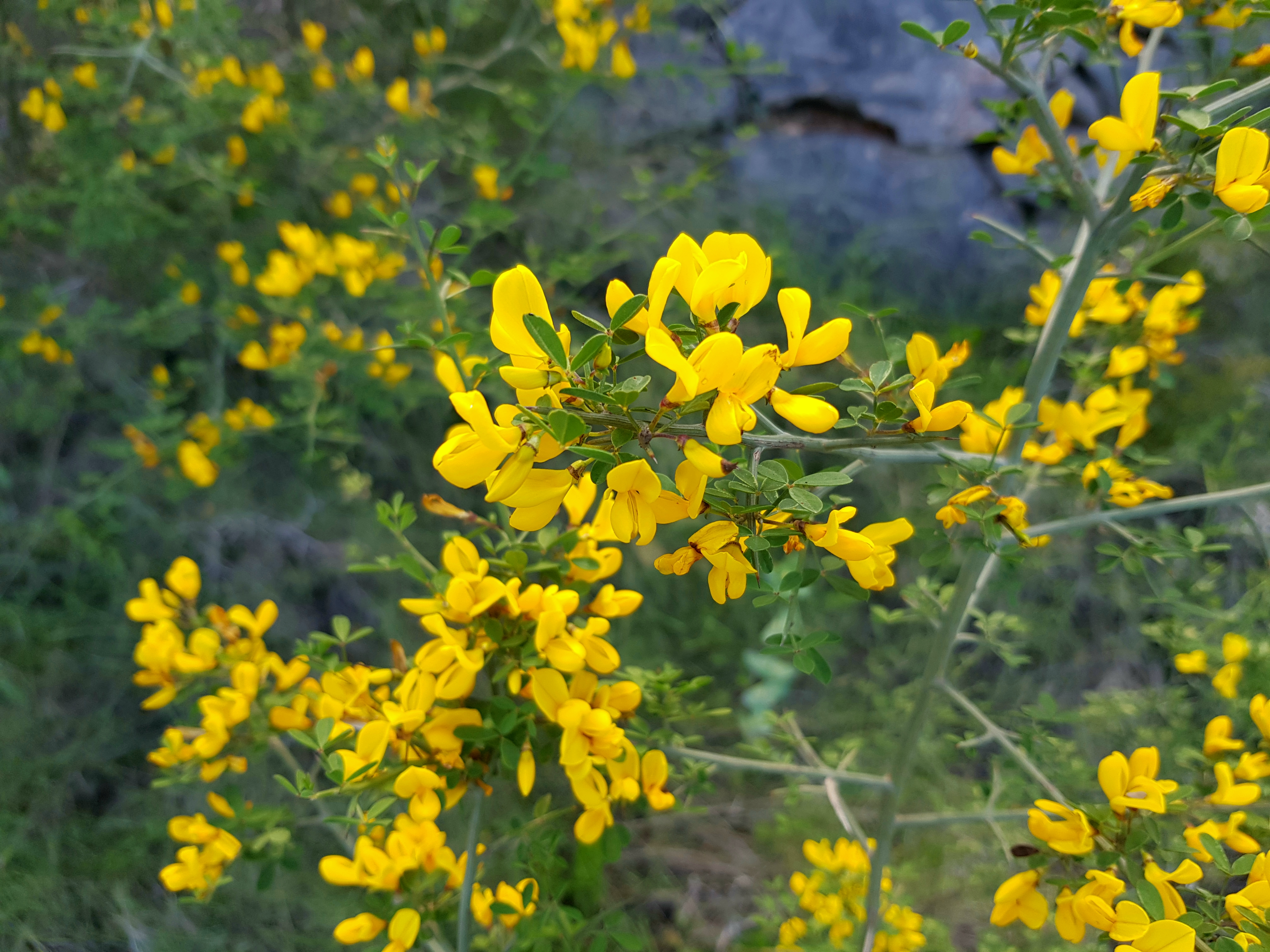
Stacheliger Dornginster (Calicotome spinosa)

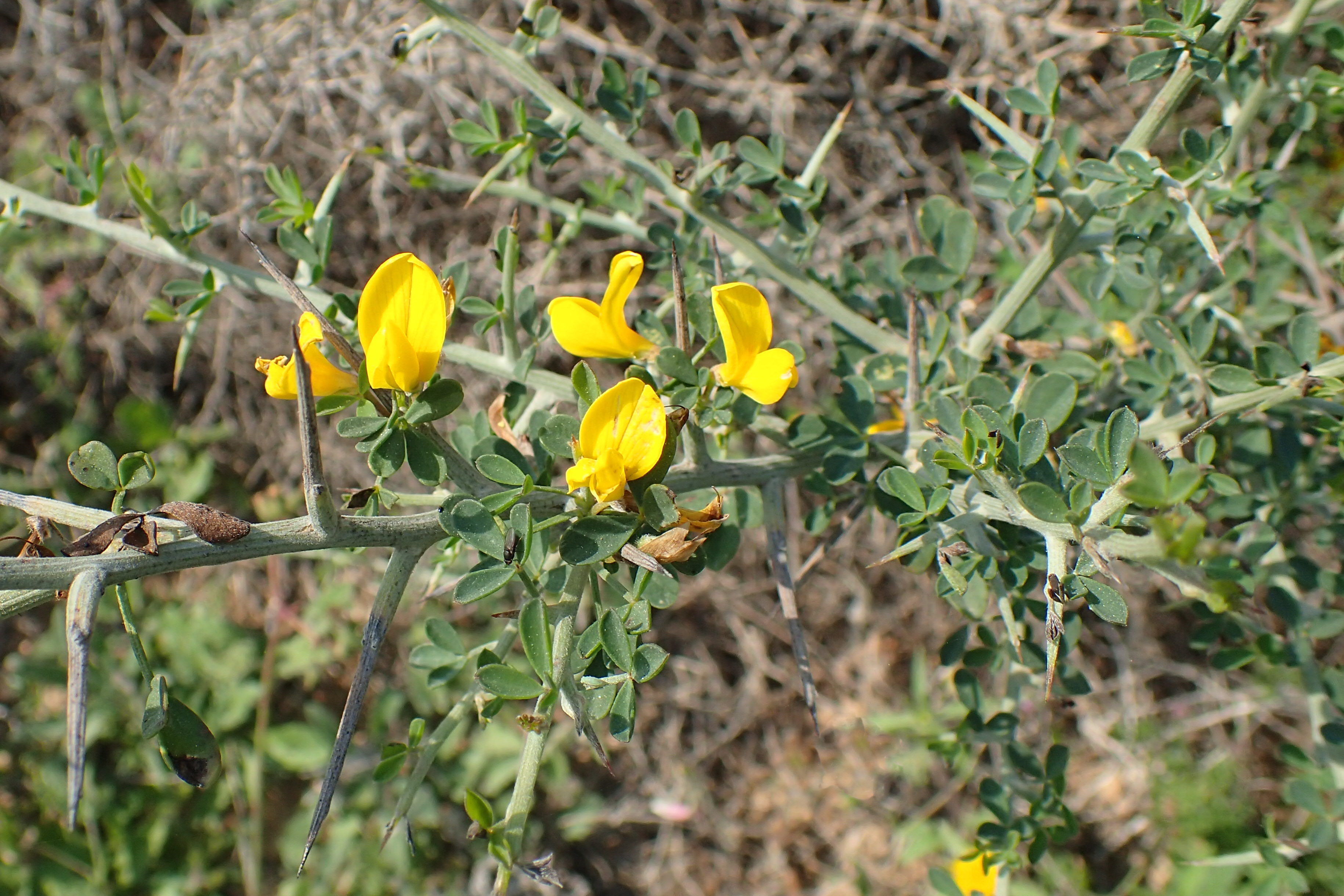
Behaarter Dornginster (Calicotome villosa)

### Vegetative Merkmale
Calicotome-Arten wachsen als dornig bewehrte und stark verzweigte Sträucher. Die wechselständig angeordneten Laubblätter sind in Blattstiel und -spreite gegliedert. Die Blattspreite dreizählig geteilt. Die am Stamm alternierenden Seitenzweige sind gerade und enden oft in einem Dorn.

### Generative Merkmale
Die Blüten stehen einzeln in den Blattachseln, in doldenartigen Büscheln oder in traubigen Blütenständen. Tragblätter fehlen.
Die zwittrigen Blüten sind zygomorph und fünfzählig mit doppelter Blütenhülle. Die fünf Kelchblätter röhrenförmig verwachsen und die fünf Kelchzähne sind nur kurz Bei der Blütenentwicklung trennt sich der vordere Teil des Kelchs ab und es bleibt ein becherförmiger Rest zurück; daher der Gattungsname Calicotome als „Kelchzerteiler“. Die fünf gelben Kronblätter stehen in der typischen Form der Schmetterlingsblüten zusammen.
Die Hülsenfrüchte sind schmal länglich, ihre Nähte sind etwas verdickt.

### Vorkommen
Die etwa vier Calicotome-Arten sind hauptsächlich im Mittelmeerraum verbreitet. Sie wachsen vor allem in Macchia und in ähnlicher Strauchvegetation.

## Systematik und Verbreitung
Die Gattung Calicotome wurde 1808 durch Johann Heinrich Friedrich Link in Journal für die Botanik, Band 2, Nummer 2, S. 50 aufgestellt.
Die Gattung Calicotome gehört zur Tribus Genisteae in der Unterfamilie Faboideae innerhalb der Familie Fabaceae. Die Arten der Gattung Calicotome werden von manchen Autoren in die Gattung Cytisus gestellt.
Es gibt etwa vier Arten mit Unterarten in der Gattung Calicotome:
- Calicotome infesta (C.Presl) Guss.: Es gibt etwa zwei Unterarten:[4]
  - Calicotome infesta (C.Presl) Guss. subsp. infesta: Sie kommt im südlichen Italien, Sizilien in Kroatien und Albanien vor.[4]
  - Calicotome infesta subsp. intermedia (C.Presl) Greuter: Sie kommt in Algerien, Libyen, Marokko, Tunesien und Spanien vor.[4]
- Calicotome rigida (Viv.) Maire & Weiller: Sie kommt nur in Libyen vor.[4]
- Stacheliger Dornginster (Calicotome spinosa (L.) Link): Es gibt etwa zwei Unterarten:[4]
  - Calicotome spinosa subsp. ligustica Burnat: Sie kommt nur in Italien vor.[4]
  - Calicotome spinosa (L.) Link subsp. spinosa: Sie kommt in Algerien, in Spanien, auf den Balearen, auf Korsika, in Frankreich, Italien, auf Sardinien und Sizilien vor.[4]
- Behaarter Dornginster (Calicotome villosa (Poir.) Link):[4] Er kommt im Mittelmeerraum von Marokko, Spanien und Portugal bis Vorderasien vor.[2]